# A No No
"A No No" é uma canção gravada pela cantora e compositora norte-americana Mariah Carey, presente em seu décimo quinto álbum de estúdio Caution (2018). A canção foi escrita pela interprete em conjunto com Robert "Shea" Taylor, Priscilla Renea e Andreao Heard, sendo produzida por Carey, Taylor e Jermaine Dupri. Por apresentar demonstrações de "Crush on You", da rapper Lil' Kim e "Rain Dance", do cantor Jeff Lorber, os responsáveis são creditados como compositores. Inicialmente lançada como single promocional em 1 de novembro de 2018, foi lançada como segundo single do disco em 4 de março de 2019, através da Epic Records.

## Composição
"A No No" foi escrito por Carey, Robert "Shea" Taylor, Priscilla Renea, Andreao Heard, Kimberly Jones, Christopher Wallace, Jeff Lorber, Mason Betha e Camron Giles, com produção de Carey, Taylor e Jermaine Dupri. A canção é derivada dos gêneros R&B e do hip-hop com duração de três minutos e sete segundos.

## Vídeo musical
O vídeo musical de "A No No" foi lançado em 8 de março de 2019. O vídeo apresenta Carey dirigindo um metrô e depois em uma festa com os passageiros. O vídeo musical ainda conta com a participação dos filhos da cantora e de seu namorado Bryan Tanaka.

## Remix
Durante sua entrevista para o Watch What Happens Live with Andy Cohen, em novembro de 2018, Mariah esperava lançar um remix da canção contendo Lil' Kim e Cardi B. Mais tarde, o produtor Jermaine Dupri apontou que Missy Elliott poderia fazer parte do remix. Em 13 de março de 2019, o remix contendo a participação da rapper britânica Stefflon Don foi lançado, e mais tarde um outro foi lançado com a participação da rapper americana Shawni.

## Performances ao vivo
"A No No" foi incluída na setlist da Caution World Tour (2019).
"A No No" também foi performada no evento Dubai 1 Year To Go Expo 2020 (out/2019)

## Faixas e formatos
| Download digital e streaming |           |         |  |
| N.º                          | Título    | Duração |  |
| 1.                           | "A No No" | 3:07    |  |

## Créditos
- Mariah Carey - composição, vocalista principal, produção
- Robert "Shea" Taylor - composição, produção
- Andreao Heard - composição
- Priscilla Renea - composição
- Kimberly Jones - composição
- Christopher Wallace - composição
- Camron Giles - composição
- Jeff Lorber - composição
- Mason Betha - composição
- Jermaine Dupri - produção

## Histórico de lançamento
| Região         | Data de lançamento    | Formato(s)                  | Gravadora |
| -------------- | --------------------- | --------------------------- | --------- |
| Mundo          | 1 de novembro de 2018 | Download digital, streaming | Epic      |
| Estados Unidos | 4 de março de 2019    | Rhythm contemporary         | Epic      |